# Ладкання
Ла́дкання — народна назва весільних обрядових пісень, вживана на українських землях західного регіону Карпат (Бойківщина, Лемківщина, Закарпаття).
Виконуються під час зустрічі молодого з молодою. Пісенний діалог між свахами молодого і дівчатами, що оточують молоду, називається «владкування молодої». Прохання свах, «аби бояри сіли» і їм дали місце біля молодої, називають «виладкування». Автори «Русалки Дністрової» під назвою «Ладканя» подали низку весільних пісень з різних місцевостей Галичини, а Іван Вагилевич у розвідці про народні пісні писав про відображення дохристиянських вірувань в обрядових піснях.